# Walter Fleischmann-Bisten
Walter Fleischmann-Bisten (* 12. Juli 1950 in Nürnberg) ist ein deutscher evangelischer Theologe.
Fleischmann-Bisten studierte in Erlangen, Zürich und München Evangelische Theologie und Geschichte. Er war von 1973 bis 1976 wissenschaftlicher Assistent an der Kirchlichen Hochschule Berlin und von 1977 bis 1984 Pfarrer der Evangelischen Kirche in Berlin-Brandenburg an der Ananiaskirche in Berlin-Neukölln. An der Universität Kiel wurde er 1987 aufgrund einer von Gottfried Maron betreuten Dissertation zum Dr. theol. promoviert. 1984 wurde er zum Generalsekretär des Evangelischen Bundes gewählt und war von 1984 bis 2007 Geschäftsführer des Konfessionskundlichen Instituts. 1997 übernahm er daneben das Freikirchen-Referat des Instituts. Von 2007 bis 2015 war er Leiter des Instituts. Im Februar 2015 gab er das Amt des Generalsekretärs des Evangelischen Bundes ab.
Fleischmann-Bisten ist Autor zahlreicher Bücher und Aufsätze zu Themen der Konfessionskunde und der Kirchlichen Zeitgeschichte. Außerdem ist er Herausgeber der Buchreihen Kirche – Konfession – Religion und Die Kirchen der Gegenwart.
Im Oktober 2017 wurde Fleischmann-Bisten mit dem Österreichischen Ehrenkreuz für Wissenschaft und Kunst I. Klasse ausgezeichnet.